# Franklin Richards
Franklin Benjamin Richards is een personage uit de strips van Marvel Comics. Hij is de zoon van de Fantastic Four leden Reed Richards en Susan Richards, en de oudere broer van Valeria Richards.
Franklin werd geboren in Fantastic Four Annual #6 (november 1968). Aangezien zijn ouders superkrachten bezaten werd Franklin geboren als mutant. En niet zomaar een mutant, maar een omega-level mutant met de gave de realiteit te veranderen.

## Biografie
Franklin Benjamin Richards (vernoemd naar zijn grootvader en Ben Grimm aka Thing) werd dankzij zijn over superkrachten beschikkende ouders geboren als mutant. Franklin was vanaf het begin al uniek onder de mutanten, aangezien zijn krachten zich al op zeer jonge leeftijd begonnen te ontwikkelen. Dit trok de aandacht van Annihilus, die een machine gebruikte om Franklins ware kracht geheel te doen ontwaken, nog voordat hij volwassen was. Omdat Reed Richards op dat moment niet in staat was hier iets tegen te doen, plaatste hij Franklin in een coma. Hij ontwaakte later weer tijdens een gevecht tussen de Fantastic Four en Ultron-7. Hij gebruikte zijn krachten om Ultron te verslaan.
Franklin gebruikte zijn krachten later om zichzelf te verouderen tot zijn volwassen vorm. Als volwassene werd hij bekend als de Avatar. Hij veranderde zichzelf later weer terug in een kind omdat hij wist dat dit niet juist was. Voordat hij terugveranderde plaatste hij bij zichzelf een psychische barrière die zijn krachten zou blokkeren tot hij oud genoeg was om ze verstandig te gebruiken.
Later, toen Reed en Susan Richards hun tweede kind verwachtten (Valeria Richards), verhuisden ze in het geheim naar een huis in de buitenstad in een poging hun kinderen een normale jeugd te geven, en ze te beschermen tegen hun vijanden. Dit mislukte, en Franklin werd zelfs ontvoerd door de demon Mephisto. Hierbij kwamen echter Franklins ware krachten weer naar boven, en hij slaagde erin Mephisto tijdelijk te vernietigen.
Franklin sloot zich tijdelijk aan bij het uit kinderen bestaande superheldenteam Power Pack. Vanwege zijn gevecht met Mephisto ontstond er een “lek” in de blokkade die hij bij zichzelf had aangebracht, en enkele van zijn krachten keerden terug. Zo verkreeg hij de gave tot astrale projectie (astral projection), en de gave om in de toekomst te kijken. Die tweede gave leverde hem bij Power Pack de bijnaam Tattletale (Engels voor “klikspaan”) op. Tijdens zijn verblijf bij Power Pack was Franklin vaak gescheiden van zijn ouders en verbleef in het landhuis van de Avengers. Om die reden beschouwde hij de andere leden van Power Pack, en hun families, als zijn surrogaat familie.
Franklin werd tijdelijk ontvoerd door zijn door de tijd reizende grootvader Nathaniel Richards, en vervangen door een volwassen versie van zichzelf die bekendstond als Psi-Lord. Deze Psi-Lord richtte het team Fantastic Force op. Dit team was echter geen lang leven beschoren.
Kort na deze gebeurtenissen vond het gevecht plaats met het psychische wezen Onslaught. De Fantastic Four, de Avengers, de X-Men en enkele andere helden slaagden erin Onslaughts fysieke, en daarna zijn psychische vorm te vernietigen. Hierbij zouden veel helden, waaronder Franklins ouders, hun leven hebben verloren, ware het niet dat Franklin zijn krachten gebruikte om een alternatief universum genaamd het "Heroes Reborn pocket universe" te creëren waar de helden die waren “gestorven” nog in leven waren. Gedurende de tijd dat zijn ouders in dit universum verbleven, verbleef Franklin zelf bij het team Generation X. Later liet Franklin alle helden vanuit het Reborn universum terugkeren naar de echte wereld.
Toen Mr. Fantastic zijn Ultimate Nullifier activeerde om Abraxas te vernietigen, verloor Franklin al zijn krachten en werd een normaal kind. Echter, na de gebeurtenissen uit de House of M verhaallijn, waarin Scarlet Witch een groot aantal mutanten machteloos maakte, werd onthuld dat Franklin nog steeds een mutant is. Wat dit inhoudt voor de toekomst is nog onbekend.

## Krachten en vaardigheden
Franklin is een Omega-level mutant met zeer sterke “psionic” krachten. Deze krachten hebben zich in de loop der jaren op verschillende manieren ontwikkeld, zoals telepathie, telekinese, energieschoten, toekomst voorspelling, astrale projectie en realiteit manipulatie. Echter, aangezien Franklin nog een kind is heeft hij maar beperkte controle over deze krachten.
Het is niet bekend wat Franklins krachtniveau zal zijn als hij volwassen is, aangezien de verschillende toekomstige versies van hem die tot nu toe in de strips zijn verschenen allemaal andere krachten hadden.

## Leeftijd
Franklins exacte leeftijd is al jarenlang een onderwerp van discussie onder fans van de Fantastic Four strips.
Hoewel hij voor het eerst verscheen in 1968, is Franklin in de huidige strips duidelijk niet ouder dan 10 jaar. Sommige strips suggereren zelfs dat hij veel jonger is dan dat. Er bestaan verschillende theorieën over het ouder worden van personages uit strips, zoals het verschijnsel van de opschuivende tijdlijn (wat vaak als verklaring wordt gebruikt hoe karakters die soms tientallen jaren geleden werden geïntroduceerd in strips niet tot nauwelijks ouder worden). Volgens deze theorie vond de creatie van de Fantastic Four uit 1961 in de Marvel tijdlijn 10 jaar geleden plaats. Echter, Marvel uitgever Joe Quesada maakte een schatting van "misschien 7 jaar" geleden gedurende de jaren 80. Dat zou betekenen dat het 10 jaar geleden was in de jaren 90, en vandaag de dag 12 tot 13 jaar geleden.
De meest recente schatting van Franklins leeftijd was 9 jaar. Dit gebeurde in Marvel Knights 4 #1 uit 2004. Deze schatting ging ervan uit dat hij in 1968 geboren is, en zijn leeftijd met 1 jaar toeneemt per vier echte jaren. Dit komt overeen met andere stripfiguren die in de loop der jaren duidelijk ouder zijn geworden zoals Cassandra Lang (die in 1978 negen jaar was, en nu ongeveer vijftien), Spider-Man (die in 1962 vijftien jaar oud was, en nu ergens rond de 26), en de originele X-Men (die in de jaren 60 tieners waren, en nu zelf leraren zijn).
Franklins gave om de realiteit te veranderen wordt ook vaak gebruikt in fan theorieën als verklaring voor zowel zijn langzame veroudering, als Franklins steeds veranderende leeftijd in de strips.

## Franklin in andere media
- Jessica Alba, de actrice die in de Fantastic Four film de rol van Susan Storm speelt, maakte bekend dat ze hoopt dat de tweede film, Fantastic Four: Rise of the Silver Surfer Franklin geboren zal worden.

- In de film X2 verschijnt Franklin Richards naam even kort op een computerscherm waarop overheidsdocumenten over mutanten worden getoond.

## Trivia
Hoewel hij werd geboren in Fantastic Four Annual #6, kreeg Franklin zijn naam pas twee jaar later in Fantastic Four #94 waarin zijn ouders besloten hem Franklin Benjamin Richards te noemen. Zijn middelste naam is een vernoeming naar Ben Grimm. Franklin heeft daarmee dezelfde middelste naam als Peter Parker (Spider-Man). Franklins eerste naam komt van Franklin Storm, zijn grootvader aan moeders kant.